# Wereldkampioenschappen karate 1996
De wereldkampioenschappen karate 1996 waren door de World Karate Federation (WKF) georganiseerde kampioenschappen voor karateka's. De 13e editie van de wereldkampioenschappen vond plaats in het Zuid-Afrikaanse Sun City van 7 tot 11 november 1996.

## Resultaten

### Kata
|             | Goud          | Zilver           | Brons             |
| Individueel | Individueel   | Individueel      | Individueel       |
| ----------- | ------------- | ---------------- | ----------------- |
| Heren       | Michaël Milon | Ryoki Abe        | Lucio Maurino     |
| Dames       | Yuki Mimura   | Melanie Genung   | Shahrzad Mansouri |
| Team        |               |                  |                   |
| Heren       | Japan         | Frankrijk        | Italië            |
| Dames       | Japan         | Verenigde Staten | Duitsland         |

### Kumite
| Gewichtsklasse | Goud                | Zilver              | Brons                                |
| Heren          | Heren               | Heren               | Heren                                |
| -------------- | ------------------- | ------------------- | ------------------------------------ |
| -60kg          | David Luque         | Hakan Yağlı         | Shinichiro Yamamoto Rifat Mujanović  |
| -65kg          | Mehdi Amouzadeh     | Mark Golding        | Alexandre Biamonti Bahattin Kandaz   |
| -70kg          | Aslam Gubaschiew    | Juraj Gažo          | Reza Mohseni Junior Lefevre          |
| -75kg          | Wayne Otto          | Tomás Herrero       | Kazuaki Matsumoto Gennaro Talarico   |
| -80kg          | Gilles Cherdieu     | Toshihito Kokubun   | Georg Petermann Fernando García      |
| +80kg          | Yasumasa Shimizu    | Andrey Anikin       | Teodor Rajić Ian Cole                |
| Open           | Paul Alderson       | Óscar Olivares      | John Fonseca Manabu Takenouchi       |
| Team           | Frankrijk           | Verenigd Koninkrijk | Joegoslavië Spanje                   |
| Dames          |                     |                     |                                      |
| -53kg          | Theresia Larsson    | Marise Mazurier     | Marianna Lauková Robyn Choi          |
| -60kg          | Julliet Toney       | Mayumi Baba         | Chiara Stella Bux Leyla Gedik        |
| +60kg          | Patricia Duggin     | Theodora Dougeni    | Bregje Kaars Sijpesteijn Rosa Ortega |
| Open           | Yvonne Senff        | Izumi Nabeki        | Karina Gansch Roberta Minet          |
| Team           | Verenigd Koninkrijk | Italië              | Spanje Australië                     |

1970 · 1972 · 1975 · 1977 · 1980 · 1982 · 1984 · 1986 · 1988 · 1990 · 1992 · 1994 · 1996 · 1998 · 2000 · 2002 · 2004 · 2006 · 2008 · 2010 · 2012 · 2014 · 2016 · 2018 · 2021